# 新德站
新德站（韓語：신덕역）是朝鮮民主主義人民共和國咸鏡南道端川市的一個鐵路車站，属于金溝線。

## 邻近车站
金溝線
金溝站 - 新德站 - 大新站